# 美浜緑苑駅
美浜緑苑駅（みはまりょくえんえき）は、愛知県知多郡美浜町大字奥田にある、名古屋鉄道知多新線の駅である。駅番号はKC21。

## 歴史
知多新線は1980年（昭和55年）に内海駅まで開通しているが、当初当駅は設置されていなかった。その後付近に名古屋鉄道が新興住宅地として美浜緑苑を開発したため、1987年（昭和62年）に当駅が追加という形で設置された。開業当初は普通列車の大半が当駅を通過する一方で毎時1本設定されていた急行は停車するダイヤが組まれていた。その後、普通列車の停車駅になったが、名鉄が建設した杉本美術館へのアクセスを考慮して、2000年頃には午前中に内海行きのみ特急が特別停車していた。2011年（平成23年）3月26日改正以降は特急を含む全列車が停車している。

### 年表
- 1987年（昭和62年）4月24日 - 開業。開業時より無人駅であり、当初は一部の普通電車が通過していた。
- 1988年（昭和63年）7月8日 - 高速停車駅に昇格。
- 1990年（平成2年）10月29日 - 高速が廃止される。
- 2007年（平成19年）7月14日 - トランパス導入。
- 2011年（平成23年）
  - 2月11日 - ICカード乗車券「manaca」供用開始。
  - 3月26日 - 全列車停車駅となる。日中の停車本数が1本減少。
- 2012年（平成24年）2月29日 - トランパス供用終了。

## 駅構造
単式1面1線ホームの地上駅で、知多新線では開業当時から行き違いができない唯一の駅である（2023年3月17日までは、上野間駅と野間駅が行き違いが可能となっていた）。ホームは内海方を向いて左側に位置し、6両まで対応している（8両の場合は後ろ2両が締切となる）。駅集中管理システムが導入された無人駅である（管理駅は知多半田駅）。改札口はホームの中程にあり、付近にはタッチパネル式自動券売機（継続manaca定期乗車券・新規manaca通勤定期乗車券の購入にも対応しているが、7:00～22:00以外の時間帯は名鉄ミューズカードでの決済は不可能である）、自動精算機（ICカードの積み増し等も可能）が設置されている。駅へ至るいずれの経路にも階段があるが、立地や利用者数の問題からスロープ設置などのバリアフリー対応工事は行われていない。

### のりば
| 路線        | 方向 | 行先                         |
| ----------- | ---- | ---------------------------- |
| KC 知多新線 | 下り | 内海ゆき                     |
| KC 知多新線 | 上り | 富貴・太田川・名鉄名古屋方面 |

### ギャラリー

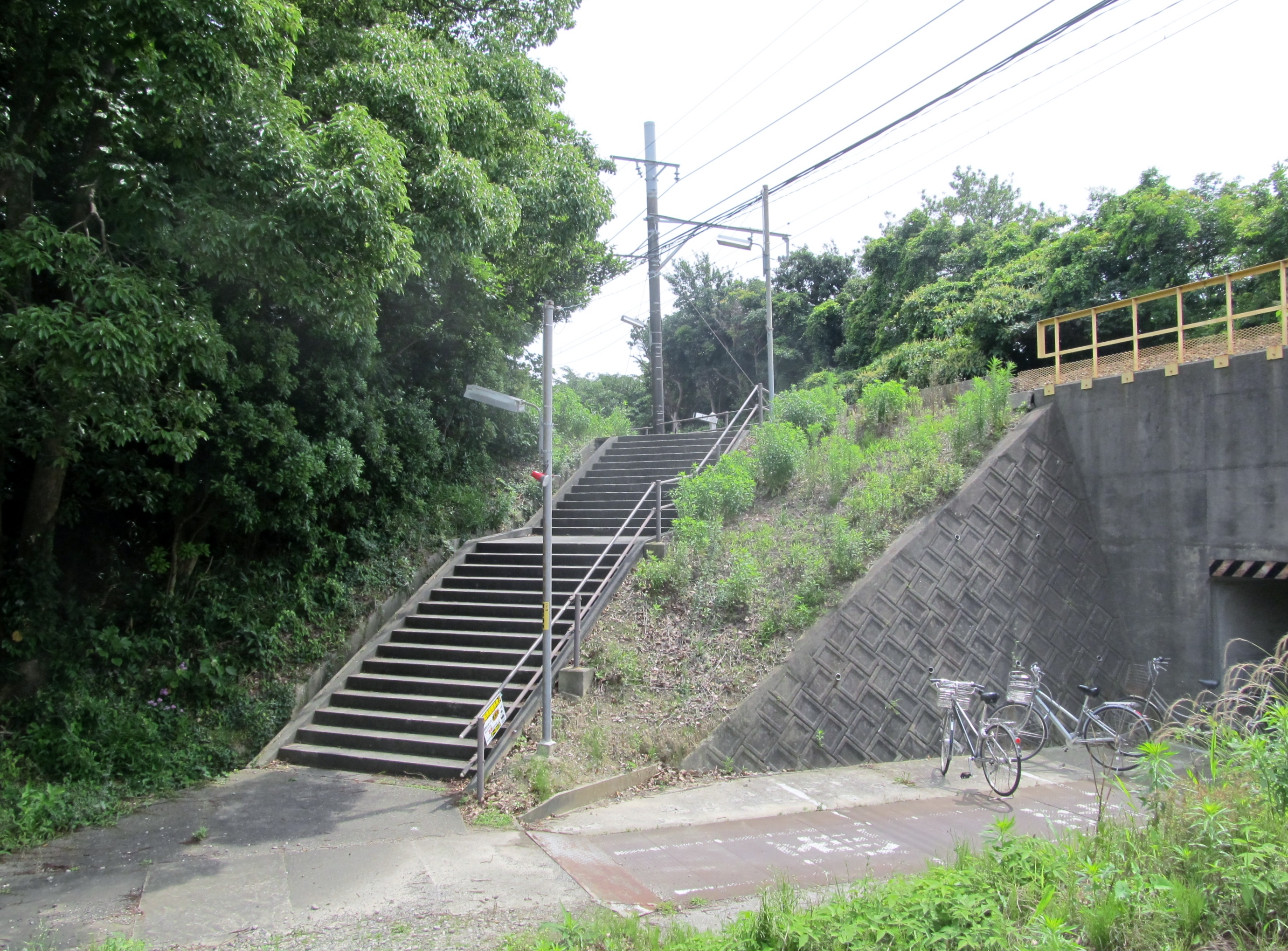
駅北側からのアクセスルート
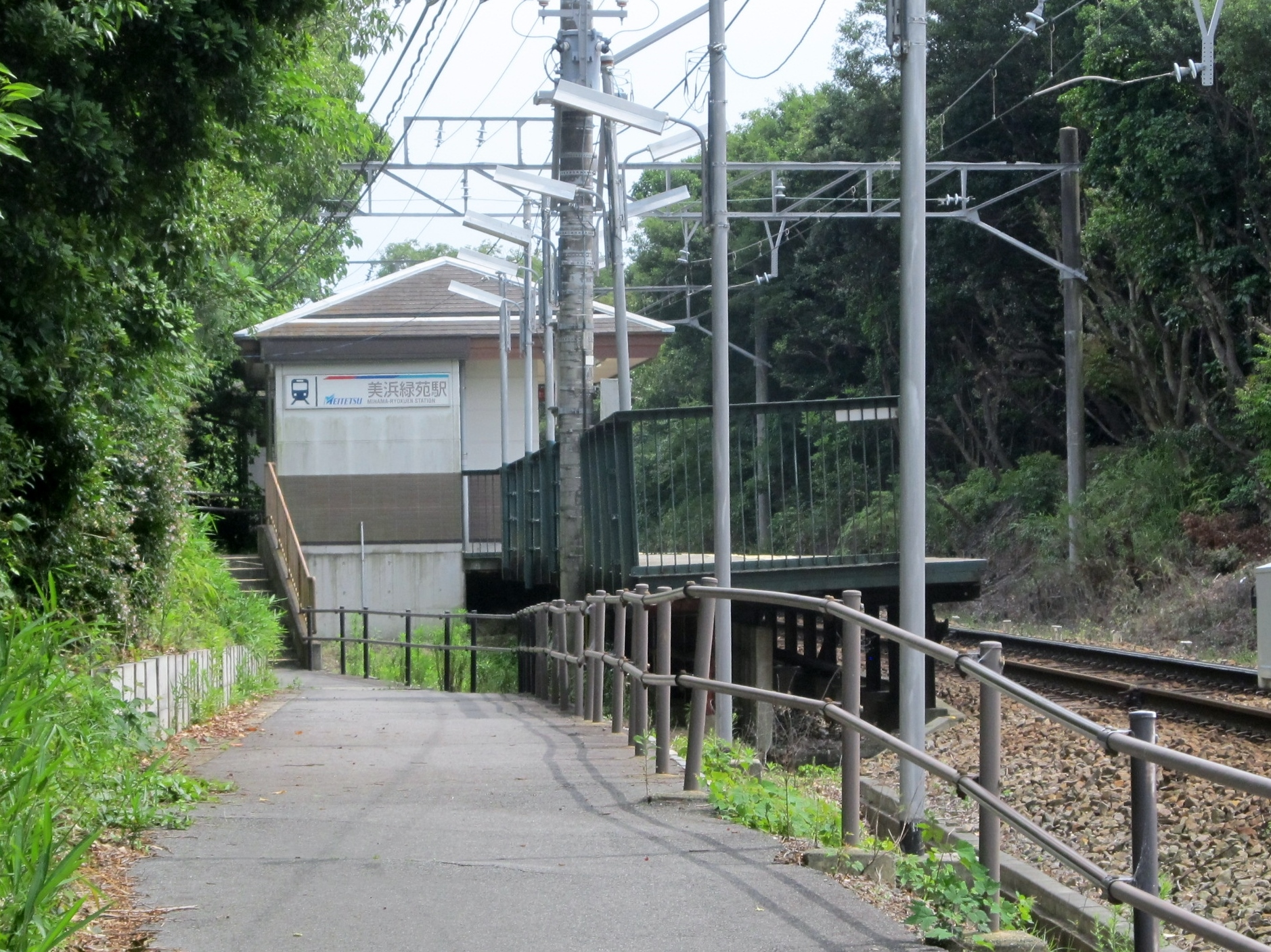
階段の先にある美浜緑苑駅
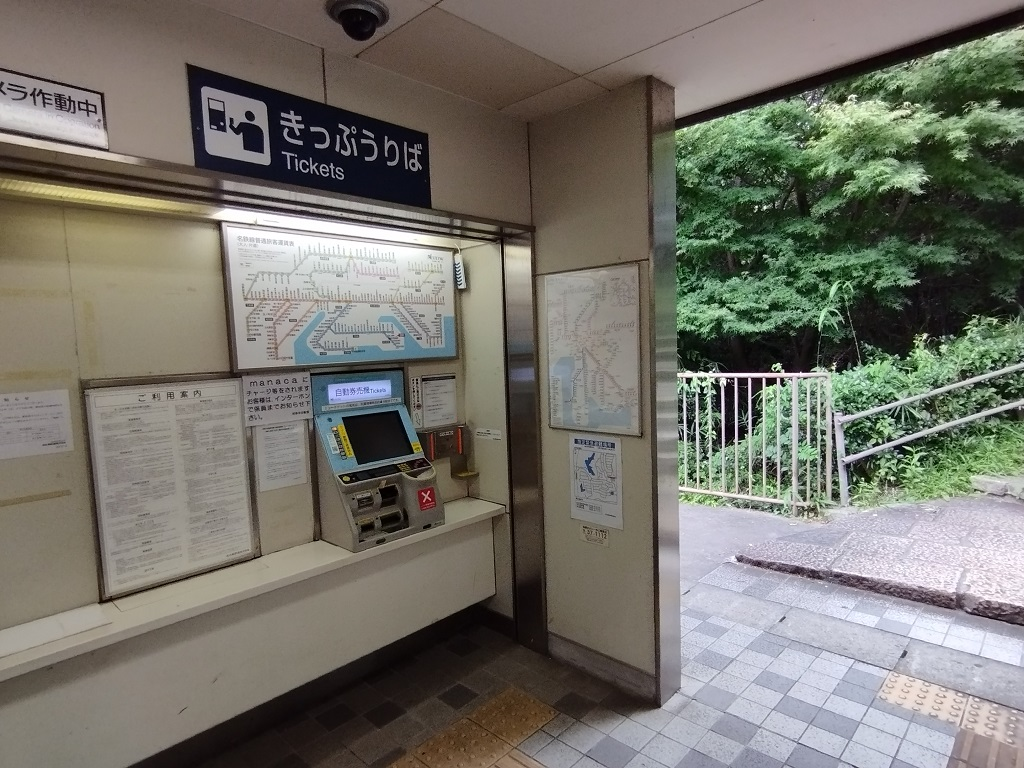
券売機
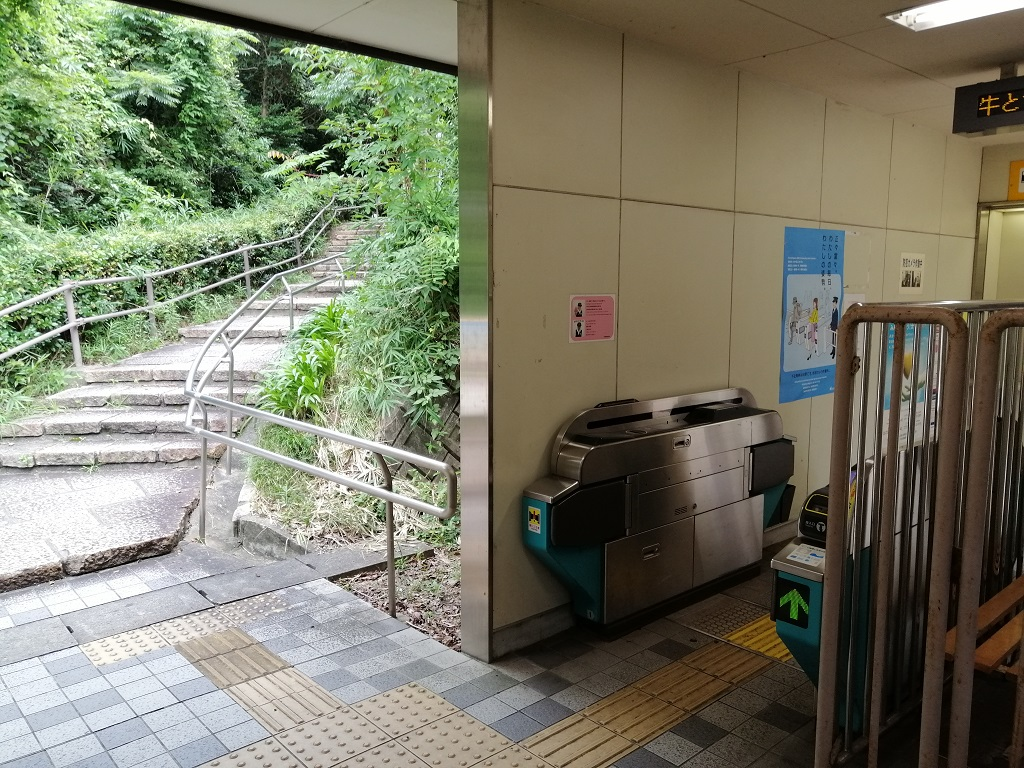
自動改札機
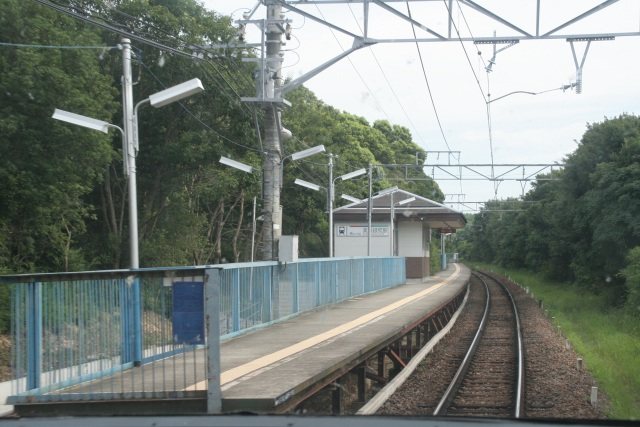
ホーム
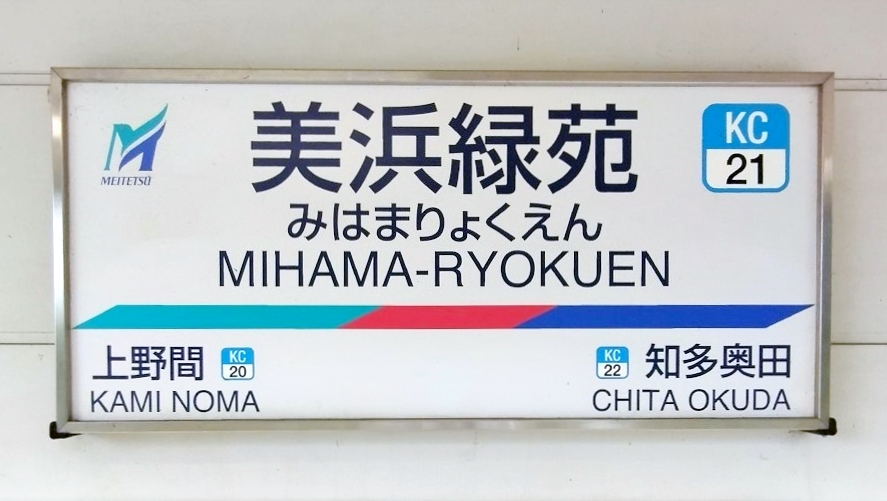
駅名標

### 配線図
| ← 富貴方面 | 美浜緑苑駅 構内配線略図 | → 内海方面 |
| 凡例 出典: |                         |            |

## 利用状況
- 「移動等円滑化取組報告書」によれば、2023年（令和5年）度の1日平均乗降人員は271人である[1]。
- 『名鉄120年：近20年のあゆみ』によると2013年（平成25年）度当時の1日平均乗降人員は526人であり、この値は名鉄全駅（275駅）中260位、河和線・知多新線（24駅）中24位であった[6]。
- 『名古屋鉄道百年史』によると1992年（平成4年）度当時の1日平均乗降人員は231人であり、この値は岐阜市内線均一運賃区間内各駅（岐阜市内線・田神線・美濃町線徹明町駅 - 琴塚駅間）を除く名鉄全駅（342駅）中312位、河和線・知多新線（26駅）中26位であった[7]。

『愛知県統計年鑑』、『知多半島の統計』各号によると、一日平均乗車人員の推移は以下の通りである。
| 年                 | 総数 | 定期 | 備考        |
| ------------------ | ---- | ---- | ----------- |
| 1987（昭和62）年度 | n/a  | n/a  | 4月24日開業 |
| 1988（昭和63）年度 | n/a  | n/a  | [ 9 ]       |
| 1989（平成元）年度 | 40   | 29   | [ 10 ]      |
| 1990（平成02）年度 | 73   | 56   | [ 11 ]      |
| 1991（平成03）年度 | 75   | 68   | [ 12 ]      |
| 1992（平成04）年度 | 113  | 78   | [ 13 ]      |
| 1993（平成05）年度 | 125  | 90   | [ 14 ]      |
| 1994（平成06）年度 | 142  | 100  | [ 15 ]      |
| 1995（平成07）年度 | 156  | 113  | [ 16 ]      |
| 1996（平成08）年度 | 159  | 114  | [ 17 ]      |
| 1997（平成09）年度 | 164  | 120  | [ 18 ]      |
| 1998（平成10）年度 | 161  | 115  | [ 19 ]      |
| 1999（平成11）年度 | 161  | 118  | [ 19 ]      |
| 2000（平成12）年度 | 154  | 109  | [ 19 ]      |
| 2001（平成13）年度 | 170  | 123  | [ 20 ]      |
| 2002（平成14）年度 | 168  | 123  | [ 20 ]      |
| 2003（平成15）年度 | 175  | 127  | [ 20 ]      |
| 2004（平成16）年度 | 168  | 126  | [ 21 ]      |
| 2005（平成17）年度 | 166  | 133  | [ 21 ]      |
| 2006（平成18）年度 | 177  | 149  | [ 21 ]      |
| 2007（平成19）年度 | 207  | 155  | [ 22 ]      |
| 2008（平成20）年度 | 214  | 158  | [ 22 ]      |
| 2009（平成21）年度 | 222  | 159  | [ 22 ]      |
| 2010（平成22）年度 | 253  | 180  | [ 23 ]      |
| 2011（平成23）年度 | 245  | 179  | [ 23 ]      |
| 2012（平成24）年度 | 262  | 193  | [ 23 ]      |
| 2013（平成25）年度 | 262  | 192  | [ 24 ]      |
| 2014（平成26）年度 | 257  | 197  | [ 24 ]      |
| 2015（平成27）年度 | 242  | 198  | [ 24 ]      |
| 2016（平成28）年度 | 252  | 210  | [ 25 ]      |
| 2017（平成29）年度 | 233  | 192  | [ 25 ]      |
| 2018（平成30）年度 | 223  | 185  | [ 25 ]      |
| 2019（令和元）年度 | 218  | 180  | [ 26 ]      |
| 2020（令和02）年度 | 168  | 143  | [ 27 ]      |
| 2021（令和03）年度 | 159  | 125  | [ 27 ]      |

知多新線の駅では最も利用客が少ない。名鉄全体でもこどもの国駅（蒲郡線）、顔戸駅（広見線）、御嵩口駅（同上）に次いで4番目に少なく特急停車駅では最も少ない。近年は減少傾向が続いている。

## 駅周辺
駅は森の中にあり、美浜緑苑以外の住宅はほとんど存在しない。美浜緑苑の住宅地への道は上り階段になっており、自動車などでの乗り付けはできない。当駅は杉本美術館の最寄り駅でもあったが、同美術館は2021年（令和3年）10月31日に閉館した。
- 美浜緑苑（名鉄不動産が開発した新興住宅地）

## 隣の駅
名古屋鉄道
KC 知多新線
■特急・□快速急行・■急行 ・■普通
上野間駅 (KC20) - 美浜緑苑駅 (KC21) - 知多奥田駅 (KC22)